# 第156回天皇賞
第156回天皇賞は、2017年10月29日に東京競馬場で行われた競馬の競走である。キタサンブラックが勝利し、GI6勝を達成、また2007年のメイショウサムソン以来10年ぶり史上5頭目となる天皇賞春秋連覇を達成、さらに2000年のテイエムオペラオー以来史上2頭目の天皇賞3勝を達成した。

## レース施行時の状況

### 天候
GIが3週連続で開催されている中で、台風が近づいていたこともあり、東京競馬場は雨に見舞われていた。そのため馬場状態は不良にまで悪化し、馬場は馬が走ると水しぶきが飛ぶほどになっていた。不良馬場でのGI開催は前週の第78回菊花賞に続き2週連続であり、そのレースでは芝3000mながら勝ち馬キセキの走破に3分18秒9という時間を要した（そのコースのレコードタイムは第75回菊花賞にトーホウジャッカルが出した3分01秒0）。

### 出走馬
全18頭のうちGI馬は8頭出走した。その8頭は、1番人気に2015年の菊花賞を制覇し、翌2016年に天皇賞・春、ジャパンカップを制覇。さらに2017年の新設GI大阪杯を制覇、そして天皇賞・春をレコードタイムで制覇し連覇を達成した、GI5勝を含む重賞8勝のキタサンブラック。キタサンブラックは年内での引退が発表されており、本競走からジャパンカップを経て有馬記念というローテーションをもって引退することが明かされた。次ぐ2番人気に2016年の香港ヴァーズ（香港G1）を制覇し、2017年の宝塚記念でキタサンブラックを破り優勝している、GI2勝を含む重賞6勝のサトノクラウン。しかしその宝塚記念でキタサンブラックは9着に敗れており、1番人気とはいえキタサンブラックのオッズは上がった（宝塚記念時は1.4倍、今回は3.1倍）。3番人気に2016年のドバイターフ（UAEG1）を制覇し、天皇賞・秋の前哨戦GII毎日王冠を制覇した、重賞3勝うちGI1勝のリアルスティール。4番人気に3歳牝馬で、2016年の阪神ジュベナイルフィリーズ、2017年のオークスを制覇し、重賞3勝うちGI2勝のソウルスターリング。5番人気に2017年の安田記念でGI初制覇となった、重賞3勝うちGI1勝のサトノアラジン。
8番人気に2017年のクイーンエリザベス2世カップ（香港G1）を制覇した、重賞3勝うちGI1勝のネオリアリズム。9番人気に2016年の日本ダービー馬で、同年にフランスの世界最高峰の競走である凱旋門賞への出走も経験している（結果は14着）、重賞3勝うちGI1勝のマカヒキ。そして16番人気に2014年の日本ダービー馬で、それを含め重賞3勝であるワンアンドオンリー。2014年の神戸新聞杯以降約3年に渡り未勝利と精彩を欠いているため大きく人気を落とした。
また、その他の出走馬は、6番人気に条件戦を連勝してオープン入りし、2017年の安田記念では4着に入ったグレーターロンドン、7番人気に2016年と2017年にGII金鯱賞を連覇するなど重賞5勝のヤマカツエース、10番人気に2014年のGIII富士ステークス勝ち馬ステファノス、11番人気に2017年のGII日経賞勝ち馬シャケトラ、12番人気に2017年のGII札幌記念勝ち馬サクラアンプルール、13番人気に2016年のGIIIアーリントンカップ勝ち馬レインボーライン、14番人気に2017年のGII日経新春杯勝ち馬ミッキーロケット、15番人気にGII札幌記念、GIIアメリカジョッキークラブカップなど重賞4勝のディサイファ、17番人気に3歳馬で2017年の弥生賞など重賞2勝のカデナ、18番人気に2017年GII金鯱賞2着のロードヴァンドールで、10頭のうち8頭が重賞馬、全18頭中16頭が重賞馬である。

## 出走馬と枠順
2017年10月29日 第4回東京競馬第9日目 第11競走
天気：雨、馬場状態：不良、発走時刻：15時40分
| 枠番 | 馬番 | 競走馬名           | 性齢 | 斤量[kg] | 騎手                       | オッズ（人気） | 調教師   | 出典   |
| ---- | ---- | ------------------ | ---- | -------- | -------------------------- | -------------- | -------- | ------ |
| 1    | 1    | サクラアンプルール | 牡6  | 58       | 蛯名正義                   | 52.6（12人）   | 金成貴史 | [ 15 ] |
| 1    | 2    | サトノクラウン     | 牡5  | 58       | ミルコ・デムーロ           | 4.0（2人）     | 堀宣行   | [ 4 ]  |
| 2    | 3    | ネオリアリズム     | 牡6  | 58       | アンドレアシュ・シュタルケ | 16.8（8人）    | 堀宣行   | [ 8 ]  |
| 2    | 4    | リアルスティール   | 牡5  | 58       | ヴァンサン・シュミノー     | 7.7（3人）     | 矢作芳人 | [ 5 ]  |
| 3    | 5    | ヤマカツエース     | 牡5  | 58       | 池添謙一                   | 15.9（7人）    | 池添兼雄 | [ 12 ] |
| 3    | 6    | ディサイファ       | 牡8  | 58       | 柴山雄一                   | 131.5（15人）  | 小島太   | [ 18 ] |
| 4    | 7    | キタサンブラック   | 牡5  | 58       | 武豊                       | 3.1（1人）     | 清水久詞 | [ 2 ]  |
| 4    | 8    | レインボーライン   | 牡4  | 58       | 岩田康誠                   | 59.6（13人）   | 浅見秀一 | [ 16 ] |
| 5    | 9    | ソウルスターリング | 牝3  | 54       | クリストフ・ルメール       | 9.4（4人）     | 藤沢和雄 | [ 6 ]  |
| 5    | 10   | ミッキーロケット   | 牡4  | 58       | 和田竜二                   | 63.4（14人）   | 音無秀孝 | [ 17 ] |
| 6    | 11   | ロードヴァンドール | 牡4  | 58       | 太宰啓介                   | 177.5（18人）  | 昆貢     | [ 20 ] |
| 6    | 12   | ステファノス       | 牡6  | 58       | 戸崎圭太                   | 24.0（10人）   | 藤原英昭 | [ 13 ] |
| 7    | 13   | グレーターロンドン | 牡5  | 58       | 田辺裕信                   | 15.4（6人）    | 大竹正博 | [ 11 ] |
| 7    | 14   | サトノアラジン     | 牡6  | 58       | 川田将雅                   | 14.1（5人）    | 池江泰寿 | [ 7 ]  |
| 7    | 15   | マカヒキ           | 牡4  | 58       | 内田博幸                   | 22.6（9人）    | 友道康夫 | [ 9 ]  |
| 8    | 16   | カデナ             | 牡3  | 56       | 福永祐一                   | 147.4（17人）  | 中竹和也 | [ 19 ] |
| 8    | 17   | ワンアンドオンリー | 牡6  | 58       | 横山典弘                   | 135.5（16人）  | 橋口慎介 | [ 10 ] |
| 8    | 18   | シャケトラ         | 牡4  | 58       | クリスチャン・デムーロ     | 30.6（11人）   | 角居勝彦 | [ 14 ] |

## レース結果

### レース展開
スタートでは、1番人気で逃げ先行脚質のキタサンブラックが出遅れ後方からの競馬を余儀なくされる。一方先頭に立ったのはロードヴァンドールで2番手以降はサクラアンプルール、ミッキーロケット、シャケトラ、リアルスティールなどが追走し、中団は内にサトノクラウン、その外にソウルスターリング、その後ろにレインボーライン、キタサンブラックなどが追走、後方からはワンアンドオンリーやマカヒキ、サトノアラジンなどが追走する展開となった。前半1000ⅿを64秒2で通過する、不良馬場としては平均ペースとなった。キタサンブラックは中団に控える格好となったが、3コーナー付近で進出を開始し、最終コーナーでは4、5番手まで位置を上げた。迎えた最後の直線、最内からキタサンブラックが先頭に立つと、状態の良い外側の馬場を求め、鞍上の武豊が外に追い出し斜めに進路を取り始めた。すると馬群中央から伸びてきたサトノクラウンは、前をキタサンブラックに塞がれたため進路をキタサンブラックより内に変えざるを得なくなり、キタサンブラックは内から外に、サトノクラウンは外から内にクロスするような格好となった。3番手にレインボーラインが追い込んでくる中、先頭キタサンブラックをサトノクラウンが必死に追い込み、2頭の接戦となる。ゴール前、サトノクラウンが鞍上のミルコ・デムーロの右ムチ連打に反応しキタサンブラックとの差を詰めるも、キタサンブラックがクビ差しのぎ優勝。勝利騎手の武は、ゴール直後右手の鞭を大きく振り下ろし、その後鞭を持ちながらガッツポーズをした。勝ちタイムは2分8秒3だった。2着にサトノクラウンが入線、そこから2馬身1/2差の3着にレインボーラインが入線、そこから5馬身離れてリアルスティールが4着に入線した。そこからアタマ差の5着にマカヒキが入線した。

### レース着順
| 着順 | 枠番 | 馬番 | 競走馬名           | タイム | 上り3F | 着差     |
| ---- | ---- | ---- | ------------------ | ------ | ------ | -------- |
| 1    | 4    | 7    | キタサンブラック   | 2:08.3 | 38.5   |          |
| 2    | 1    | 2    | サトノクラウン     | 2:08.3 | 38.5   | クビ     |
| 3    | 4    | 8    | レインボーライン   | 2:08.7 | 38.7   | 2馬身1/2 |
| 4    | 2    | 4    | リアルスティール   | 2:09.5 | 39.5   | 5馬身    |
| 5    | 7    | 15   | マカヒキ           | 2:09.5 | 38.6   | アタマ   |
| 6    | 5    | 9    | ソウルスターリング | 2:09.7 | 39.4   | 1馬身1/2 |
| 7    | 3    | 6    | ディサイファ       | 2:09.9 | 39.6   | 3/4馬身  |
| 8    | 1    | 1    | サクラアンプルール | 2:10.2 | 40.4   | 2馬身    |
| 9    | 7    | 13   | グレーターロンドン | 2:10.4 | 40.8   | 1馬身1/4 |
| 10   | 6    | 12   | ステファノス       | 2:10.5 | 40.3   | 1/2馬身  |
| 11   | 3    | 5    | ヤマカツエース     | 2:10.8 | 40.6   | 2馬身    |
| 12   | 5    | 10   | ミッキーロケット   | 2:10.9 | 40.6   | クビ     |
| 13   | 2    | 3    | ネオリアリズム     | 2:12.0 | 41.9   | 7馬身    |
| 14   | 6    | 11   | ロードヴァンドール | 2:14.4 | 44.4   | 大差     |
| 15   | 8    | 18   | シャケトラ         | 2:15.1 | 45.0   | 4馬身    |
| 16   | 8    | 16   | カデナ             | 2:15.8 | 44.9   | 4馬身    |
| 17   | 8    | 17   | ワンアンドオンリー | 2:16.3 | 45.0   | 3馬身    |
| 18   | 7    | 14   | サトノアラジン     | 2:16.9 | 45.8   | 3馬身1/2 |

### 制裁
- キタサンブラック騎乗の武豊は、発馬機内で突進したため戒告処分が科せられた。

### データ
| 1000m通過タイム     | 64.2秒（ロードヴァンドール） |
| 上がり4ハロン       | 51.1秒                       |
| 上がり3ハロン       | 38.7秒                       |
| 優勝馬上がり3ハロン | 38.5秒                       |

### 払戻
| 単勝   | 7     | 310円    |
| 複勝   | 7     | 160円    |
| 複勝   | 2     | 170円    |
| 複勝   | 8     | 600円    |
| 枠連   | 1-4   | 800円    |
| 馬連   | 2-7   | 900円    |
| 馬単   | 7-2   | 1,660円  |
| 3連複  | 2-7-8 | 15,290円 |
| 3連単  | 7-2-8 | 55,320円 |
| ワイド | 2-7   | 410円    |
| ワイド | 7-8   | 2,950円  |
| ワイド | 2-8   | 2,060円  |

## 記録・エピソード
- メイショウサムソン以来10年ぶり史上5頭目となる天皇賞・春、秋連覇達成。
  - 2001年のテイエムオペラオーに次ぐ史上2頭目の天皇賞3勝を達成。
- 勝ちタイム2分8秒3は天皇賞・秋の距離が2000mに短縮されてから最も遅いタイムである。
  - キタサンブラックは同年の第155回天皇賞をレコードタイムで制しており、1年の間に天皇賞で最速と最遅をマークした。
- 菊花賞馬による天皇賞(秋)制覇は、天皇賞(秋)の距離短縮後ではミスターシービー・スーパークリークに次いで史上3頭目かつ2024年現在最後となっている。
- GⅠ昇格後の大阪杯と天皇賞(秋)のJRA古馬中距離GⅠダブル制覇を達成したのは、2024年現在キタサンブラックが唯一となっている。

## テレビ・ラジオ中継
本レースのテレビ・ラジオ放送の実況担当者
- 日本放送協会（NHK）
  - 実況：藤井康生

- ラジオNIKKEI
  - 実況：小林雅巳
- フジテレビ
  - 実況：倉田大誠
  - 解説：岡部幸雄（元JRA騎手）